# Michael Schmitt (Filmemacher)
Michael Schmitt (* 1983 in Adenau) ist ein deutscher Filmregisseur und Produzent.

## Leben
Michael Schmitt wuchs in der Vulkaneifel auf. Nach dem Abitur 2003 am Geschwister-Scholl-Gymnasium Daun studierte er Theater- und Medienwissenschaft, Soziologie und Anglistische Literaturwissenschaft an der Friedrich-Alexander-Universität Erlangen-Nürnberg und an der University of Ghana in Accra und von 2009 bis 2017 Dokumentarfilmregie an der HFF München.
Seine Dokumentarfilme liefen auf internationalen Filmfestivals, darunter Dok-Leipzig, Filmfest München, Crossing Europe Linz, Dokfest Kassel, Zürich Film Festival. Mit den Regisseurinnen Annika Blendl und Leonie Stade gründete er 2013 die Man on Mars Filmproduktion mit Sitz in München und Berlin. Der erste gemeinsam produzierte Film Mollath – „und plötzlich bist du verrückt“ hatte seine Premiere auf dem Filmfest München 2015 und startete anschließend deutschlandweit in den Kinos. Für das Projekt "Ungleichland. Reichtum, Chancen, Macht" wurde er mit dem Grimme-Preis und dem Otto-Brenner Preis ausgezeichnet. Die Netflix-Dokumentation Shiny Flakes - The Teenage Drug Lord wurde mit dem "Prädikat: Besonders wertvoll" ausgezeichnet.
Michael Schmitt lebt und arbeitet in Berlin.

## Filmografie
- 2010: Mapi Liberia (Dokumentarfilm, 43 Min.)
- 2010: Sechs Uhr Vorstellung (Dokumentarfilm, 11 Min.)
- 2012: San Agustín – Ebbe im Plastikmeer (Kino-Dokumentarfilm, 72 min.)
- 2013: Hong Kong: One country, two systems (TV, 17 min.)
- 2014: A place to live is not a place to stay (Dokumentarfilm, 23 min.)
- 2015: Nobel Perspectives (Portrait-Reihe, 10×10 min.)
- 2015: Mollath – „und plötzlich bist du verrückt“ (als Produzent: Dokumentarfilm, 93 min.)
- 2016: Arte Streetphilosophy: „Optimiere dich!“ (TV, 28 min.)
- 2017: Mein Glaube, meine Liebe (BR Lebenslinie, 44 min.)
- 2017: Marikas Missio (Dokumentarfilm, 74 min.)[5]
- 2018: Arte Streetphilosophy: „Sei mal Wild!“ (TV, 28 min.)
- 2018: Ungleichland. Reichtum, Chancen, Macht (WDR: Dokumentarserie, 3x44 min.)
- 2018: Ungleichland – Wie aus Reichtum Macht wird (ARD: TV-Dokumentation, 44 min.)
- 2019: Heimatland – Oder die Frage wer dazugehört (ARD: TV-Dokumentation, 44 min.)
- 2021: Shiny Flakes - The Teenage Drug Lord (NETFLIX: Dokumentarfilm, 97 min.)
- 2022: Projekt Aufklärung: Wie Wissen zu Erkenntnis wird (ARTE, Dokumentation, 52 min.)
- 2022: Projekt Aufklärung: Was bedeutet Freiheit im 21. Jahrhundert (ARTE: Dokumentation, 52 min.)
- 2022: Horst Lichter: Mein Herz, mein Motor (ZDF: TV-Dokumentation, 45 min.)
- 2022: Geheimsache Katar (ZDF: TV-Dokumentation, 45 min.)
- 2022: Die Wahrheit über unsere Landwirtschaft (ZDF: TV-Dokumentation, 45 min.)
- 2024: Kaulitz & Kaulitz (Netflix-Serie, 8x45 min.)
- 2025: Kaulitz & Kaulitz 2 (Netflix-Serie, 8x45 min.)

## Belege
1. ↑  Filmstarts: Mollath - Und plötzlich bist du verrückt. Abgerufen am 23. Juni 2016.
2. ↑  Spezial für das Team von Docupy. Abgerufen am 5. März 2019.
3. ↑  Medienprojektpreis 20108 – Docupy. Abgerufen am 5. März 2019.
4. ↑  Shiny_Flakes:The Teenage Drug Lord. Abgerufen am 6. August 2021.
5. ↑  Anna Steinbauer: Ja und Amen sagen. In: sueddeutsche.de. 2017, ISSN 0174-4917 (sueddeutsche.de [abgerufen am 8. Dezember 2017]).

| Personendaten    | Personendaten                         |
| ---------------- | ------------------------------------- |
| NAME             | Schmitt, Michael                      |
| KURZBESCHREIBUNG | deutscher Filmregisseur und Produzent |
| GEBURTSDATUM     | 1983                                  |
| GEBURTSORT       | Adenau                                |